# Dịch Nhân
Dịch Nhân (chữ Hán: 奕仁; 3 tháng 12 năm 1824 – 11 tháng 11 năm 1874) là một hoàng thân của nhà Thanh trong lịch sử Trung Quốc người thừa kế 1 trong 12 tước vị Thiết mạo tử vương.

## Cuộc đời
Dịch Nhân sinh vào giờ Hợi, ngày 13 tháng 10 (âm lịch) năm Đạo Quang thứ 4 (1824), trong gia tộc Ái Tân Giác La. Ông là con trai trưởng của Trang Chất Thân vương Miên Hoa, mẹ ông là Đích Phúc tấn Qua Nhĩ Giai thị (瓜尔佳氏). Năm Đạo Quang thứ 24 (1844), tháng 11, ông được phong làm Bất nhập bát phân Phụ quốc công (不入八分辅国公), và chức Tam đẳng Thị vệ. 2 năm sau, cha ông qua đời, ông được thế tập tước vị Trang Thân vương đời thứ 9. Năm thứ 28 (1848), ông trở thành Tộc trưởng của Hữu dực cận chi (右翼近支族长).
Năm Hàm Phong nguyên niên (1851), ông được ban thưởng mang Tam nhãn Hoa linh (三眼花翎). Năm thứ 2 (1852), ông được phép hành tẩu tại ngự tiền. Năm thứ 6 (1856), tháng 3, sung làm Hậu hỗ Đại thần (後扈大臣). Tháng 6, quản lý Viên Minh Viên Bát kỳ Nội vụ phủ Tam kỳ sự vụ (圆明园八旗内务府三旗事务). Năm thứ 9 (1859), tháng giêng, thụ Ngự tiền đại thần (御前大臣). Tháng 10, vì bệnh mà giải trừ tất cả chức vụ, đình chỉ bổng lộc. Năm Đồng Trị thứ 13 (1874), ngày 3 tháng 10 (âm lịch), giờ Thân, ông qua đời, thọ 51 tuổi, được truy thụy là Trang Hậu Thân vương (莊厚親王).

## Gia quyến

### Thê thiếp
- Đích Phúc tấn: Nữu Hỗ Lộc thị (钮祜禄氏), con gái của Viên ngoại lang Tam đẳng Thừa Ân công Mục Dương A (穆杨阿), là em gái của Từ An Thái Hậu.
- Trắc Phúc tấn: 
  - Nạp Lạt thị (纳喇氏), con gái của Khắc Thăng Ngạch (克升额).
  - Vương Giai thị (王佳氏), con gái của Lục phẩm Điển nha Khắc Minh (克明).

### Con trai
1. Tái Chuẩn (载纯, 1848 – 1849), mẹ là Nữu Hỗ Lộc thị. Chết yểu.
2. Tái Huân (载勋; 1853 – 1901), mẹ là Nữu Hỗ Lộc thị. Năm 1874 được thế tập tước vị Trang Thân vương (莊親王). Năm 1901 bị đoạt tước và ban tự sát. Có bảy con trai.
3. Tái Khắc (载勀, 1854 – 1886), mẹ là Nạp Lạt thị. Được phong làm Trấn quốc Tướng quân (镇国将军). Vô tự.
4. Tái Công (载功; 1869 – 1915), mẹ là Vương Giai thị. Năm 1901 được thế tập tước vị Trang Thân vương (莊親王). Sau khi qua đời được truy thụy Trang Cung Thân vương (莊恭親王). Có ba con trai.